# Danîlivka, Pokrovske
Danîlivka (în ucraineană Данилівка) este un sat în comuna Vîșneve din raionul Pokrovske, regiunea Dnipropetrovsk, Ucraina.

## Demografie
Componența lingvistică a localității Danîlivka
     Ucraineană (90,42%)
     Rusă (9,58%)
Conform recensământului din 2001, majoritatea populației localității Danîlivka era vorbitoare de ucraineană (90,42%), existând în minoritate și vorbitori de rusă (9,58%).